# Vorarlberger Bergkäse
Vorarlberger Bergkäse ("Vorarlbergse bergkaas") is een regionale variatie Bergkäse uit de Oostenrijkse deelstaat Vorarlberg. De kaas is beschermd in het kader van de Europese oorsprongsbenaming (BOB).

## Kenmerken
Vorarlberger Bergkäse rijpt 3 tot 6 maanden, sommige zelfs tot 2 jaar en langer. Het heeft een typische ronde broodvorm met een diameter van ongeveer 55 tot 65 cm en een gewicht tot 35 kg. Het Bregenzerwälder Bergkäse heeft kleine gaten die als een kwaliteitskenmerk worden beschouwd. Het aroma varieert van mild tot pittig, de smaak is nootachtig en heeft typische kruidige tonen. Het vetgehalte is 45% i. Tr. ("in der Trockenmasse").

## Geschiedenis
De productie van kaas heeft een lange traditie in het Bregenzerwald (zie Kaascultuur in Vorarlberg). De Kelten brachten de regio voor het eerst in aanraking met veeteelt en alpenlandbouw. Ze gebruikten alpenweiden en oefenden al het maken van professionele alpenkaas. Tot de tweede helft van de 17e eeuw werd er echter voornamelijk zure kaas (Vorarlbergs: "Sura Kees") gemaakt. Na het einde van de Dertigjarige Oorlog (1618–1648) kwamen herders uit het naburige kanton Appenzell in Zwitserland naar het Bregenzerwald. Ze namen de kunst van het zogenaamde "fettsennen" mee en leerden het aan de Bregenzerwälder boeren. Bij het fettsennen wordt de melk niet afgeroomd, maar wordt er kaas gemaakt van de volle melk. Dit is hoe harde kaas wordt gemaakt. Het fettsennen in Vorarlberg resulteerde in de opkomst van de Vorarlberger Bergkäse. Er wordt alleen natuurlijk stremsel gebruikt. In het midden van de 18e eeuw werd er in Vorarlberg zoveel harde kaas geproduceerd dat het niet langer mogelijk was om het alleen in Vorarlberg te verkopen, zodat het professioneel werd georganiseerd en voornamelijk aan Italië werd verkocht.

#### Kaasproductie in recente jaren
In 1998 werd met steun van LEADER I van de Europese Unie de KäseStraße Bregenzerwald opgericht. Het heeft als doel om de lokale zuivelproductie en het traditionele agrarische erfgoed te ondersteunen en te behouden. De vereniging verbindt boeren, handelaars en ambachtslieden met elkaar. Langs de kaasroute kunnen bezoekers het kaasproductieproces bekijken en deelnemen aan culinaire proeverijen.

## Productie

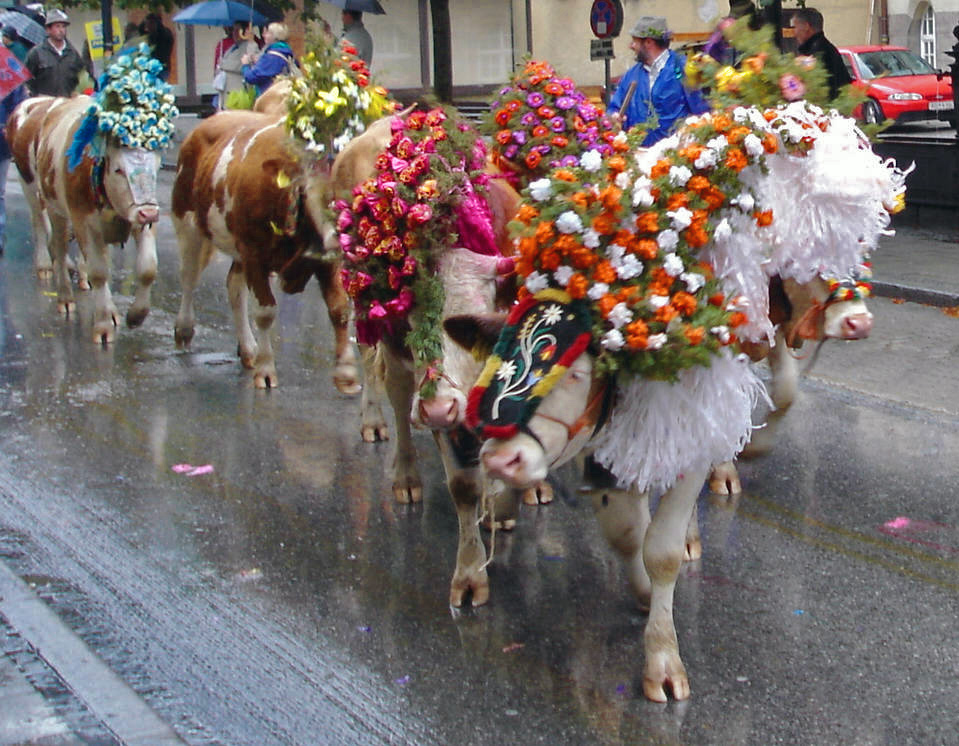
Alpine transhumance: In de herfst wordt het vee verplaatst naar een bergweide op matige hoogte. Traditioneel wordt dit gezien als een gelegenheid voor feesten.

Vorarlberger Bergkäse wordt uitsluitend gemaakt van natuurlijke rauwe melk in overeenstemming met de specificaties die zijn gedefinieerd voor de bescherming van de term en alleen in alpenboerderijen in het Bregenzerwald, in het Großwalsertal en in het Kleinwalsertal, in het Leiblachtal (Pfänderstock) en in het Alpenrijndal.

#### Instandhouding van de traditionele landbouw
In het Bregenzerwald wordt nog steeds het eeuwenoude beheer van weilanden (alpine transhumance) toegepast. Het betekent dat de koeien afhankelijk van het seizoen op verschillende hoogtes op de bergen worden gehouden, zodat de koeien tussen mei en oktober vers voer krijgen op de bergweiden, terwijl de dalweiden het hooi voor de winter leveren. Het is dus niet nodig de koeien met kuilvoer te voeden. De melk wordt vervolgens in de zomer direct in de bergalpen verwerkt en gebruikt om Alpkäse te maken, terwijl van begin oktober tot eind mei de melk wordt verwerkt tot Bergkäse.

#### Kwaliteitsborging
De productie van Vorarlberger Bergkäse mag alleen plaatsvinden door middel van handmatige productie volgens traditionele methoden. Er gelden strenge kwaliteitsregels voor de gebruikte rauwe melk: Alleen bedrijven met voornamelijk graslandbouw zonder kuilvoer of voeder ("hooimelk", Duits: "Heumilch") mogen melk leveren aan Vorarlberger Bergkäse. Ook dit moet minimaal één keer per dag bij de zuivelfabriek worden aangeleverd en daar direct worden verwerkt.

## De Bergkäse in de Vorarlbergse keuken

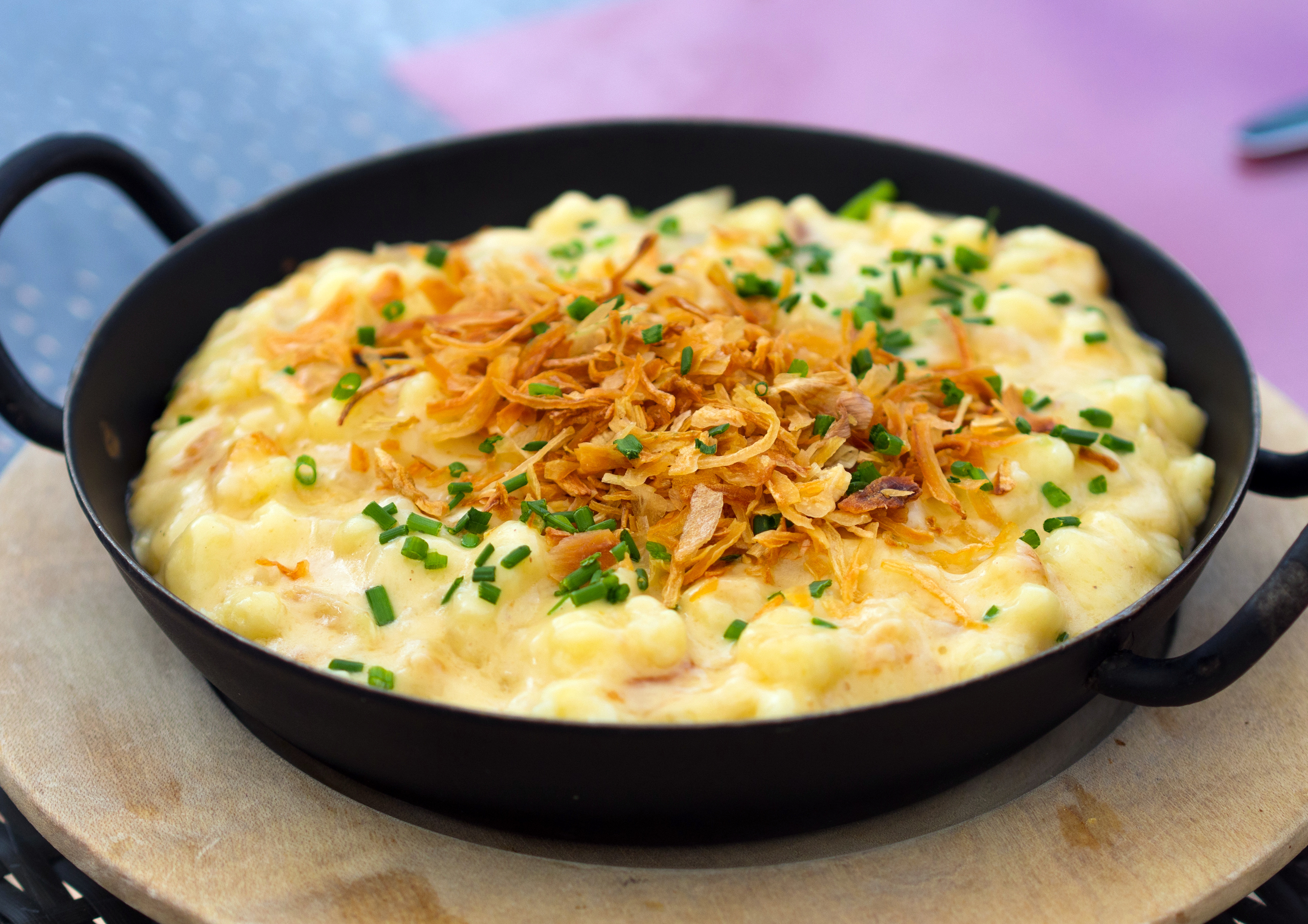
Käsespätzle

Kaas – in het bijzonder Bergkäse – wordt als distinctief ingrediënt gezien in de Vorarlbergse keuken.

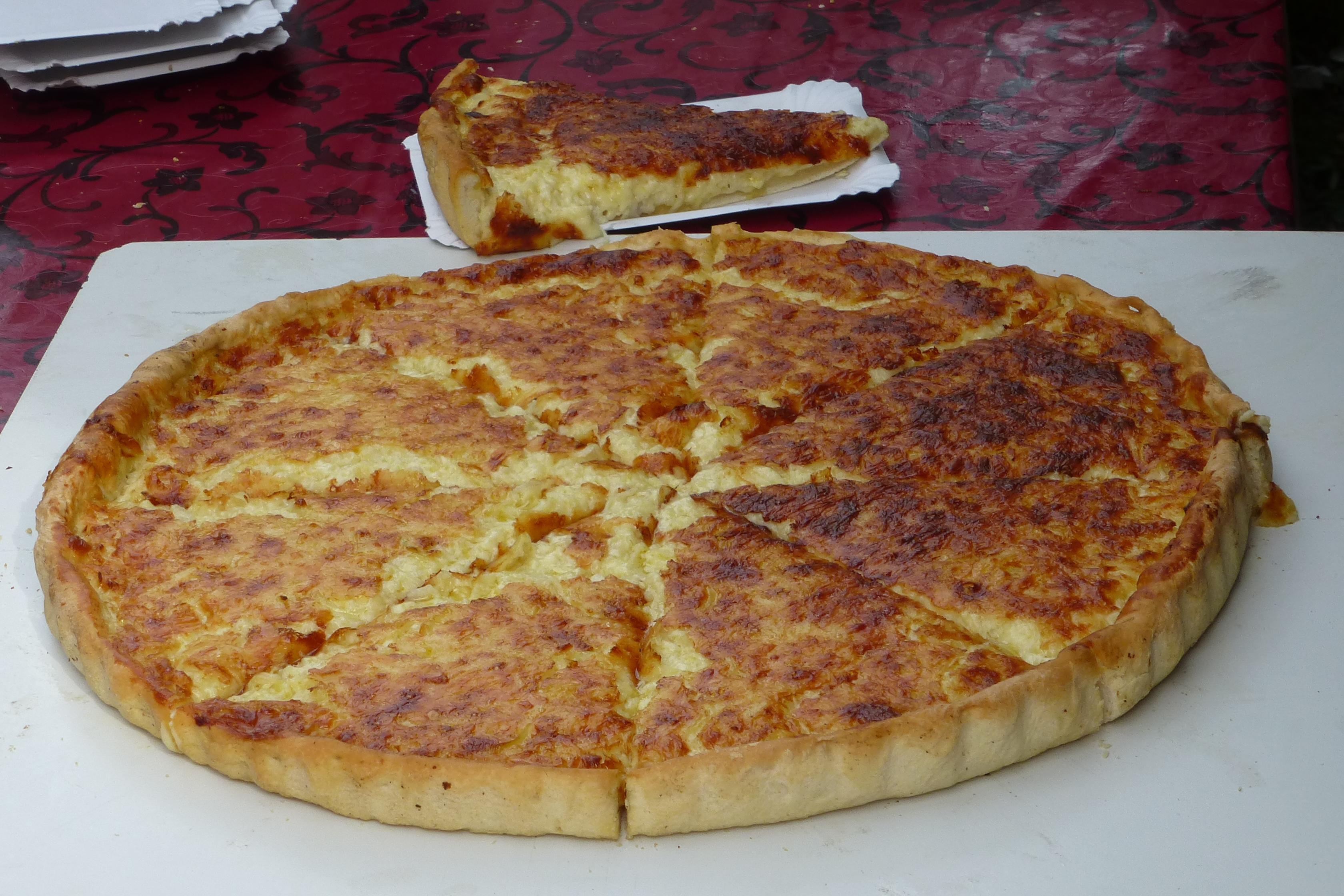
Käsdönnala uit Lustenau

- Käsdönnala uit LustenauVorarlberger Käsesuppe (soep met Vorarlbergse Bergkäse)[7]
- Käsespätzle of Käsknöpfle (noedels van bloem en eieren met kaas en ui)[8],
- Käsdönnala (pittige vlaai uit bloem, gist, zout en water, belag: kaas, eieren en/of ui)[9],
- Grumpara mit Käs (pellepataat met kaas)[10],
- Kässalot ("Käsesalat", salade van kaas, ui, azijn en olie)